# Route nationale 34 (Suède)
Pour les articles homonymes, voir Route nationale 34.
La route nationale 34 (en suédois : Riksväg 34) est une route nationale entre  Motala et Ålem en Suède,.

## Présentation

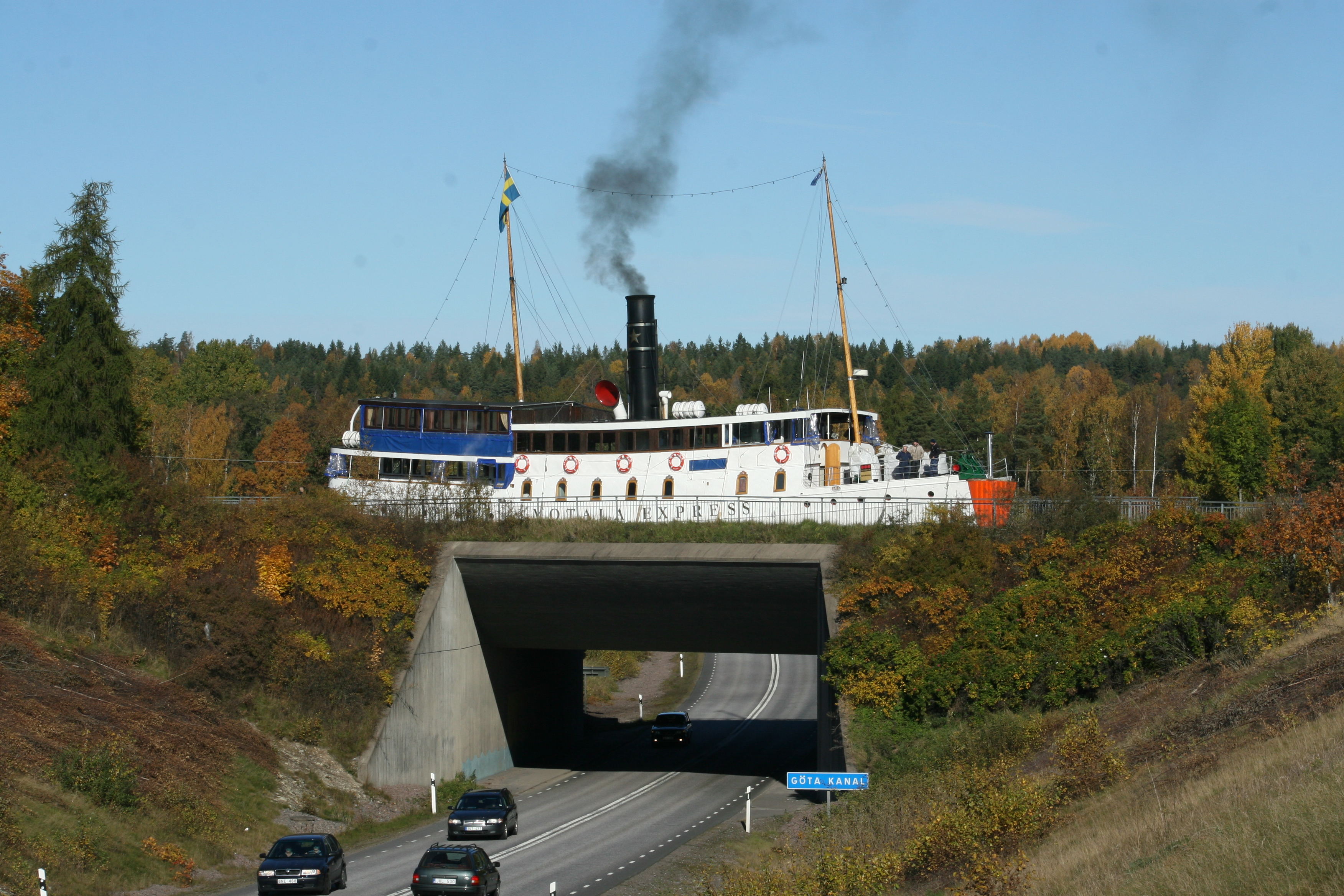
Le bateau S/S Motala Express passant sur l'aqueduc du canal Göta au-dessus de la route nationale 34.

La route nationale 34 traverse le comté de Kalmar et le comté d'Östergötland.
La route relie Ålem à Motala en passant par Högsby, Hultsfred, Vimmerby, Kisa et Linköping. 
Elle suit le parcours d'une ancienne route commerciale entre Kalmar et Linköping (voir Kungsvägen, Gullringen (sv)).
La route longe le fleuve Emån puis la rivière Stångån (sv) en direction de Vimmerby et Linköping. 
Dans le tronçon entre Högsby et Målilla, la route traverse trois fois le fleuve Emån.
La route se terminait autrefois à Linköping, mais a été prolongée le 1er novembre 2007 jusqu'à Motala en empruntant le parcours de l'ancienne route nationale 36.
La longueur de la route nationale 34 est d'environ 251 kilomètres.
Cependant, 187 kilomètres de cette route sont communs avec les routes nationales 23, 37, 40 et 47.

## Tracé
| Km     | Lieu           | Carte interactive |
| ------ | -------------- | ----------------- |
| 0 km   | Motala         |                   |
|        | Borensberg     |                   |
|        | Ljungsbro      |                   |
|        | Linköping      |                   |
|        | Bestorp        |                   |
|        | Brokind        |                   |
|        | Rimforsa       |                   |
|        | Kisa           |                   |
|        | Gullringen     |                   |
|        | Södra Vi       |                   |
|        | Vimmerby       |                   |
|        | Storebro       |                   |
|        | Hultsfred      |                   |
|        | Målilla (sv)   |                   |
|        | Rosenfors (sv) |                   |
|        | Mörlunda (sv)  |                   |
|        | Bockara        |                   |
|        | Berga (nl)     |                   |
|        | Högsby         |                   |
|        | Ruda (sv)      |                   |
|        | Blomstermåla   |                   |
| 251 km | Ålem           |                   |